# Епсилон-варіант SARS-CoV-2
Епсилон-варіант, також відомий як CAL.20C і відноситься до двох ліній PANGO B.1.427 і B.1.429, є одним із варіантів SARS-CoV-2, вірусу, що викликає COVID-19. Вперше його виявили в Каліфорнії, США, у липні 2020 року.
Станом на липень 2021 року ВООЗ більше не розглядає епсилон як варіант, який цікавить.

## Мутації
Варіант має п'ять визначальних мутацій (I4205V і D1183Y в гені ORF1ab і S13I, W152C, L452R в S-гені білка шипа ), з яких L452R (раніше також виявлений в інших неспоріднених лініях) викликав особливе занепокоєння.  B.1.429, можливо, є більш переданим, ніж попередні варіанти, що циркулюють локально, але для підтвердження цього необхідне подальше дослідження. Центри з контролю та профілактики захворювань (CDC) перерахували B.1.429 і пов’язаний з ним B.1.427 як « варіанти, що викликають занепокоєння », і цитує препринт, в якому говориться, що вони демонструють збільшення на ~20% передачі вірусу, що вони мають « Значний вплив на нейтралізацію деяких, але не всіх" терапевтичних засобів, які отримали дозвіл на екстрене використання (EUA) від Управління з контролю за продуктами і медикаментами (FDA) для лікування або профілактики COVID-19, і що вони помірно зменшують нейтралізацію плазмою, зібраною люди, які раніше були інфіковані вірусом або отримали вакцину проти вірусу. У травні 2021 року Всесвітня організація охорони здоров’я (ВООЗ) дала варіанту нову назву «варіант Епсилон».

Амінокислотні мутації варіанту SARS-CoV-2 Epsilon нанесені на карту геному SARS-CoV-2 з акцентом на спайку.

## Історія
Епсилон-варіант (CAL.20C) вперше спостерігали в липні 2020 року дослідники з Медичного центру Cedars-Sinai, Каліфорнія, в одному зі 1230-ти зразків вірусу, зібраних в окрузі Лос-Анджелес з початку епідемії COVID-19. Варіант не виявляли знову до вересня, коли він знову з’явився серед зразків у Каліфорнії, але цифри залишалися дуже низькими до листопада. У листопаді 2020 року епсилон-варіант становив 36 відсотків зразків, зібраних у медичному центрі Cedars-Sinai, а до січня 2021 року епсилон-варіант становив 50 відсотків зразків. У спільному прес-релізі Каліфорнійського університету в Сан-Франциско, Департаменту охорони здоров’я Каліфорнії та Департаменту охорони здоров’я округу Санта-Клара  було оголошено, що цей варіант також був виявлений в кількох округах Північної Каліфорнії. З листопада по грудень 2020 року частота цього варіанта в секвенованих випадках з Північної Каліфорнії зросла з 3% до 25%. У препринті CAL.20C описується як належить до клади Nextstrain 20C і вносить приблизно 36% зразків, тоді як новий варіант із клади 20G становить близько 24% зразків у дослідженні, зосередженому на Південній Каліфорнії. Однак зауважте, що в США загаалом 20G клад переважає, станом на січень 2021 року. Після збільшення кількості епсилон-варіант у Каліфорнії цей варіант був виявлений з різною частотою в більшості штатів США. Невеликі цифри були виявлені в інших країнах Північної Америки, а також в Європі, Азії та Австралії. За даними GISAID, станом на липень 2021 року епсилон-варіант був виявлений у 45 країнах.  Після початкового збільшення його частота швидко впала з лютого 2021 року, оскільки його випереджав більш переданий варіант альфа. У квітні епсилон-варіант залишався відносно частим у частинах північної Каліфорнії, але він практично зник з півдня штату і ніколи не міг закріпитися в інших місцях; лише 3,2% усіх випадків у Сполучених Штатах були епсилон, тоді як на той час більше двох третин були альфа.
| Country                                     | Confirmed cases (GISAID) as of 1 July 2021 | Last Reported Case |                         |
| ------------------------------------------- | ------------------------------------------ | ------------------ | ----------------------- |
| USA                                         | 50,723                                     | 23 June 2021       |                         |
| Шаблон:Дані країни Mexico                   | 474                                        | 08 June 2021       |                         |
| Canada                                      | 326                                        | 07 May 2021        |                         |
| Шаблон:Дані країни South Korea              | 103                                        | 26 April 2021      |                         |
| Шаблон:Дані країни Aruba                    | 57                                         | 24 April 2021      |                         |
| Шаблон:Дані країни Denmark                  | 37                                         | 22 March 2021      |                         |
| Шаблон:Дані країни Maldives                 | 36                                         | 07 May 2021        |                         |
| Шаблон:Дані країни Chile                    | 30                                         | 07 June 2021       |                         |
| Шаблон:Дані країни Argentina                | 28                                         | 12 May 2021        |                         |
| Шаблон:Дані країни United Kingdom           | 21                                         | 10 May 2021        |                         |
| Japan                                       | 20                                         | 16 April 2021      |                         |
| Australia                                   | 20                                         | 12 April 2021      |                         |
| Шаблон:Дані країни Costa Rica               | 12                                         | 05 May 2021        |                         |
| Шаблон:Дані країни Germany                  | 10                                         | 08 June 2021       |                         |
| Шаблон:Дані країни Israel                   | 10                                         | 25 February 2021   |                         |
| Шаблон:Дані країни Guam                     | 8                                          | 27 March 2021      |                         |
| Шаблон:Дані країни Taiwan                   | 8                                          | 31 January 2021    |                         |
| Шаблон:Дані країни Guatemala                | 7                                          |                    |                         |
| France                                      | 7                                          | 01 March 2021      |                         |
| Шаблон:Дані країни Ireland                  | 7                                          | 28 April 2021      |                         |
| Шаблон:Дані країни Netherlands              | 5                                          | 10 March 2021      |                         |
| Spain                                       | 5                                          | 03 June 2021       |                         |
| Шаблон:Дані країни New Zealand              | 4                                          | 28 December 2020   |                         |
| Шаблон:Дані країни Singapore                | 4                                          | 27 March 2021      |                         |
| Шаблон:Дані країни Switzerland              | 4                                          | 01 March 2021      |                         |
| Шаблон:Дані країни Cameroon                 | 3                                          | 05 February 2021   |                         |
| Шаблон:Дані країни Guadeloupe               | 3                                          | 30 January 2021    |                         |
| Norway                                      | 3                                          | 12 April 2021      |                         |
| Шаблон:Дані країни Cambodia                 | 2                                          | 20 January 2021    |                         |
| Шаблон:Дані країни Finland                  | 2                                          | 06 February 2021   |                         |
| Шаблон:Дані країни Italy                    | 2                                          | 11 February 2021   |                         |
| Шаблон:Дані країни Peru                     | 2                                          | 24 February 2021   |                         |
| Шаблон:Дані країни Sweden                   | 2                                          | 28 January 2021    |                         |
| Шаблон:Дані країни Turkey                   | 2                                          | 11 February 2021   |                         |
| Шаблон:Дані країни Turks and Caicos Islands | 2                                          | 22 March 2021      |                         |
| Шаблон:Дані країни Colombia                 | 2                                          | 08 January 2021    |                         |
| Anguilla                                    | 1                                          | 19 March 2021      |                         |
| Шаблон:Дані країни Antigua and Barbuda      | 1                                          | 24 April 2021      |                         |
| Barbados                                    | 1                                          | 12 April 2021      |                         |
| Шаблон:Дані країни Belgium                  | 1                                          | 18 January 2021    |                         |
| British Virgin Islands                      | 1                                          | 07 January 2021    |                         |
| Curacao                                     | 1                                          | 19 March 2021      |                         |
| Шаблон:Дані країни India                    | 1                                          | 02 March 2021      |                         |
| Шаблон:Дані країни North Macedonia          | 1                                          | 26 January 2021    |                         |
| Шаблон:Дані країни Northern Mariana Islands | 1                                          | 16 January 2021    |                         |
| Шаблон:Дані країни Sint Maarten             | 1                                          | 16 February 2021   |                         |
| Шаблон:Дані країни Dominican Republic       | 1                                          |                    |                         |
|                                             | World (46 countries)                       | Total: 51,966      | Total as of 1 July 2021 |